# 常楽寺 (関市)
常楽寺（じょうらくじ）は岐阜県関市の一ツ山西麓にある釈迦如来を本尊とする黄檗宗緑樹派の寺院で、山号は清水山。
関の孫六こと、孫六兼元の一族の金子八郎兵衛が関小松寺の潮音道海に帰依して出家し徳雲浄祥を名乗って元禄2年(1689年)に清水庵を結んだのが始まりで、元禄7年(1694年)に仏殿を建立して庵号を常楽庵と改める。元禄末までに小松寺の覚照和尚の協力により寺号を得て清水山常楽寺となった。元禄20年(1707年)に徳雲浄祥の弟である金子宗三郎、法名浄閑より釈迦如来坐像と脇侍の文殊菩薩及び普賢菩薩を譲り受けて本尊とした。その後、寺勢が衰えたこともあり、これらの仏像は関市小屋名の臨川寺に移された。
脇侍の2躯の菩薩像は平安時代初期の貴重な仏像であるとして、平成22年（2010年）に「木造菩薩坐像2躯」の名称で国の重要文化財に指定されている。「木造菩薩坐像2躯」は、重要文化財指定時には常楽寺の所有であったが、その後、前述の臨川寺の所有となり、岐阜県博物館に寄託されている。また、本尊であった木造釈迦如来坐像（臨川寺蔵）は平成29年(2017年)に岐阜県の文化財に指定されている。